# Girgols
Girgols é uma comuna francesa na região administrativa de Auvérnia-Ródano-Alpes, no departamento de Cantal. Estende-se por uma área de 12 km². Em 2010 a comuna tinha 79 habitantes (densidade: 6,6 hab./km²).